# Toll of the Sea
The Toll of the Sea – film wyprodukowany przez Technicolor Motion Picture Corporation i opublikowany przez Metro Pictures Corporation w 1922 roku, z Anną May Wong w swojej pierwszej roli głównej. Film w reżyserii Chestera M. Franklina, a według scenariusza Frances Marion jest zmienioną, filmową wersją słynnej opery Giacomo Puciniego Madame Butterfly, ale tym razem historia zamiast w Japonii rozgrywa się w Chinach.
Jest to siódmy kolorowy film w historii, drugi w technice Technicolor i pierwszy kolorowy film zrobiony w Hollywood oraz pierwszy niewymagający specjalnego projektora w celu jego wyświetlania. Wszystkie sceny The Toll of the Sea zostały nakręcone pod naturalnym światłem i także na zewnątrz, z wyjątkiem sceny w muślinie. Pierwszy pokaz filmu miał miejsce dnia 26 listopada 1922 roku w Rialto Theatre w Nowym Jorku, zaś ogólna premiera ruszyła 22 stycznia 1923 roku.